# ستيوارت تومسون
ستيوارت تومسون (15 أغسطس 1991 في أيرلندا الشمالية - ) (بالإنجليزية: Stuart Thompson)‏ هو لاعب كريكت أيرلندي. شارك مع منتخب أيرلندا للكريكت.

## وصلات خارجية
- ستيوارت تومسون على موقع إي آس بي آن كريك إنفو (الإنجليزية)